# روز غريب
روز غريب (1909 - 2006)، كَاتِبَة وناقدة أدبية، ونسوية لبنانية. 
كانت أستاذة الأدب العربي في الجامعة اللبنانية الأمريكية وكان يُشار إليها أحيانًا باسم «الناقدة الأولى في الأدب العربي». نظرًا لكونها رائدة في النقد الجمالي، امتدت مهنتها الأدبية لأكثر من 70 عامًا وشَمِلت العديد من قصص الأطفال ومقالاتهم وسيرهم الذاتية ومسرحياتهم.

## سيرتها
وُلِدَت روز في الدامور، لبنان في عام 1909. في عام 1932، تخرّجت من الكلية الأمريكية جونيور للبنات في بيروت، وهي سلف للجامعة اللبنانية الأمريكية. في عام 1948، أعادت الكلية تسمية نفسها بـ«كلية بيروت للبنات». أصبحت فيما بعد رئيسة قسم اللغة العربية بالكلية.
نشرت روز على نطاق واسع في العديد من المجلات والمجلات العربية الإقليمية من 1943 إلى 1980. وكناشطة في مجال حقوق المرأة، كانت تكتب بانتظام لمجلة «صوت المرأة» الشهرية اللبنانية. كما أنها كثيرًا ما نشرت المقالات في صوت البحرين، المجلة الأولى، وكان يُعتقد أن هذا قد لعب دورًا في إدخال أفكار اجتماعية جديدة في البلاد. ومن بين أبرز أعمالها سيرة حياة الشاعرة اللبنانية الفلسطينية مي زيادة، التي كانت رائدة في النسوية الشرق الأوسطية في أوائل القرن العشرين. من عام 1983 إلى عام 1993، عملت كمحررت لمجلة الريدة، ومجلة معهد الدراسات النسائية بالجامعة اللبنانية الأمريكية في العالم العربي.

## أعمالها
- غريب، روز (ديسمبر 1979). "مي زايدة (1886–1941)". علامات: مجلة المرأة في الثقافة والمجتمع. ج. 5 ع. 2: 375–382. DOI:10.1086/493725.[وصلة مكسورة]